# Whitehall (Michigan)
Whitehall – miasto w Stanach Zjednoczonych, w stanie Michigan, w hrabstwie Muskegon.